# Denys Harmaš
Denys Viktorovyč Harmaš (in ucraino Денис Вікторович Гармаш?; Oblast' di Luhans'k, 19 aprile 1990) è un calciatore ucraino, centrocampista del Metalist 1925.

## Caratteristiche tecniche
Di ruolo centrocampista, è un trequartista che può giocare anche come esterno alto a sinistra, che si sacrifica in fase difensiva, e che per via della sua foga agonistica riceve spesso sanzioni disciplinari.

## Carriera

### Club
Debutta con la Dinamo Kiev nel settembre del 2007 nella amichevole di lusso per gli 80 anni del club contro il Milan subentrando al cinquantanovesimo minuto del match al nigeriano Ayila Yussuf.
Viene promosso in prima squadra e viene inserito nella lista Champions dall'allenatore russo Valerij Gazzaev. Esordisce in un match ufficiale il 31 agosto dello stesso anno nella vittoria per 3 a 1 contro il Metalurh Donec'k giocando l'intero primo tempo prima di lasciare il posto ad Andrij Ševčenko. Il 5 maggio 2021 gioca la sua partita numero 300 con la maglia della Dinamo di Kiev.

### Nazionale
Si è fatto notare al Campionati europei Under-19 2009 disputato in Ucraina, realizzando una doppietta in semifinale con la Serbia e una rete in finale con l'Inghilterra. La squadra padrona di casa ha poi vinto il torneo.
Debutta in nazionale maggiore nel 2011, per poi venire convocato per gli Europei 2016 in Francia.

## Statistiche

### Presenze e reti nei club
Statistiche aggiornate al 27 luglio 2022.
| Stagione           | Squadra            | Campionato         | Campionato | Campionato | Coppe nazionali | Coppe nazionali | Coppe nazionali | Coppe continentali | Coppe continentali | Coppe continentali | Altre coppe | Altre coppe | Altre coppe | Totale | Totale |
| Stagione           | Squadra            | Comp               | Pres       | Reti       | Comp            | Pres            | Reti            | Comp               | Pres               | Reti               | Comp        | Pres        | Reti        | Pres   | Reti   |
| ------------------ | ------------------ | ------------------ | ---------- | ---------- | --------------- | --------------- | --------------- | ------------------ | ------------------ | ------------------ | ----------- | ----------- | ----------- | ------ | ------ |
| 2009-2010          | Dinamo Kiev        | PL                 | 5          | 0          | KU              | 1               | 0               | UCL                | 0                  | 0                  | -           | -           | -           | 6      | 0      |
| 2010-2011          | Dinamo Kiev        | PL                 | 20         | 1          | KU              | 4               | 0               | UCL+UEL            | 3+6                | 1+0                | -           | -           | -           | 33     | 2      |
| 2011-2012          | Dinamo Kiev        | PL                 | 22         | 1          | KU              | 2               | 0               | UCL+UEL            | 1+7                | 0+1                | SU          | 1           | 0           | 33     | 2      |
| 2012-2013          | Dinamo Kiev        | PL                 | 23         | 2          | KU              | 0               | 0               | UCL+UEL            | 8+2                | 0                  | -           | -           | -           | 33     | 2      |
| 2013-2014          | Dinamo Kiev        | PL                 | 13         | 2          | KU              | 3               | 2               | UEL                | 1                  | 0                  | -           | -           | -           | 17     | 4      |
| 2014-2015          | Dinamo Kiev        | PL                 | 6          | 0          | KU              | 3               | 0               | UEL                | 1                  | 0                  | SU          | 0           | 0           | 10     | 0      |
| 2015-2016          | Dinamo Kiev        | PL                 | 19         | 3          | KU              | 3               | 2               | UCL                | 7                  | 1                  | SU          | 1           | 0           | 30     | 6      |
| 2016-2017          | Dinamo Kiev        | PL                 | 25         | 9          | KU              | 3               | 1               | UCL                | 3                  | 1                  | SU          | 1           | 0           | 32     | 11     |
| 2017-2018          | Dinamo Kiev        | PL                 | 26         | 3          | KU              | 3               | 1               | UCL+UEL            | 2+10               | 1+1                | SU          | 1           | 0           | 42     | 6      |
| 2018-2019          | Dinamo Kiev        | PL                 | 13         | 2          | KU              | 2               | 2               | UCL+UEL            | 4+8                | 0+2                | SU          | 1           | 0           | 28     | 6      |
| 2019-gen. 2020     | Dinamo Kiev        | PL                 | 13         | 0          | KU              | 1               | 0               | UCL+UEL            | 1+4                | 0+0                | SU          | 1           | 1           | 20     | 1      |
| gen.-mag. 2020     | Çaykur Rizespor    | SL                 | 14         | 0          | TK              | 2               | 0               | -                  | -                  | -                  | -           | -           | -           | 16     | 0      |
| 2020-2021          | Dinamo Kiev        | PL                 | 12         | 3          | KU              | 1               | 0               | UCL                | 5                  | 0                  | SU          | 0           | 0           | 18     | 3      |
| 2021-2022          | Dinamo Kiev        | PL                 | 17         | 7          | KU              | 1               | 0               | UCL                | 6                  | 1                  | SU          | 1           | 0           | 25     | 8      |
| 2022-2023          | Dinamo Kiev        | PL                 | 0          | 0          | -               | -               | -               | UCL                | 2                  | 0                  | SU          | 0           | 0           | 2      | 0      |
| Totale Dinamo Kiev | Totale Dinamo Kiev | Totale Dinamo Kiev | 214        | 33         |                 | 27              | 8               |                    | 81                 | 8                  |             | 7           | 1           | 329    | 50     |
| Totale carriera    | Totale carriera    | Totale carriera    | 228        | 33         |                 | 29              | 8               |                    | 81                 | 8                  |             | 7           | 1           | 344    | 50     |

### Cronologia presenze e reti in nazionale
| Cronologia completa delle presenze e delle reti in nazionale ― Ucraina | Cronologia completa delle presenze e delle reti in nazionale ― Ucraina | Cronologia completa delle presenze e delle reti in nazionale ― Ucraina | Cronologia completa delle presenze e delle reti in nazionale ― Ucraina | Cronologia completa delle presenze e delle reti in nazionale ― Ucraina | Cronologia completa delle presenze e delle reti in nazionale ― Ucraina | Cronologia completa delle presenze e delle reti in nazionale ― Ucraina | Cronologia completa delle presenze e delle reti in nazionale ― Ucraina |
| Data                                                                   | Città                                                                  | In casa                                                                | Risultato                                                              | Ospiti                                                                 | Competizione                                                           | Reti                                                                   | Note                                                                   |
| ---------------------------------------------------------------------- | ---------------------------------------------------------------------- | ---------------------------------------------------------------------- | ---------------------------------------------------------------------- | ---------------------------------------------------------------------- | ---------------------------------------------------------------------- | ---------------------------------------------------------------------- | ---------------------------------------------------------------------- |
| 7-10-2011                                                              | Sofia                                                                  | Bulgaria                                                               | 0 – 3                                                                  | Ucraina                                                                | Amichevole                                                             | -                                                                      | 46’                                                                    |
| 11-10-2011                                                             | Tallinn                                                                | Estonia                                                                | 0 – 2                                                                  | Ucraina                                                                | Amichevole                                                             | -                                                                      | 46’                                                                    |
| 15-11-2011                                                             | Leopoli                                                                | Ucraina                                                                | 2 – 1                                                                  | Austria                                                                | Amichevole                                                             | -                                                                      | 46’                                                                    |
| 29-2-2012                                                              | Petah Tiqwa                                                            | Israele                                                                | 2 – 3                                                                  | Ucraina                                                                | Amichevole                                                             | -                                                                      | 76’                                                                    |
| 5-6-2012                                                               | Ingolstadt                                                             | Turchia                                                                | 2 – 0                                                                  | Ucraina                                                                | Amichevole                                                             | -                                                                      | 46’                                                                    |
| 15-8-2012                                                              | Leopoli                                                                | Ucraina                                                                | 0 – 0                                                                  | Rep. Ceca                                                              | Amichevole                                                             | -                                                                      | 72’                                                                    |
| 11-9-2012                                                              | Londra                                                                 | Inghilterra                                                            | 1 – 1                                                                  | Ucraina                                                                | Qual. Mondiali 2014                                                    | -                                                                      | 80’                                                                    |
| 12-10-2012                                                             | Chișinău                                                               | Moldavia                                                               | 0 – 0                                                                  | Ucraina                                                                | Qual. Mondiali 2014                                                    | -                                                                      | 60’                                                                    |
| 14-11-2012                                                             | Sofia                                                                  | Bulgaria                                                               | 0 – 1                                                                  | Ucraina                                                                | Amichevole                                                             | -                                                                      |                                                                        |
| 19-6-2012                                                              | Donec'k                                                                | Inghilterra                                                            | 1 – 0                                                                  | Ucraina                                                                | Euro 2012 - 1º turno                                                   | -                                                                      | 78’                                                                    |
| 6-2-2013                                                               | Siviglia                                                               | Norvegia                                                               | 0 – 2                                                                  | Ucraina                                                                | Amichevole                                                             | -                                                                      | 64’                                                                    |
| 22-3-2013                                                              | Varsavia                                                               | Polonia                                                                | 1 – 3                                                                  | Ucraina                                                                | Qual. Mondiali 2014                                                    | -                                                                      | 33’ 90+2’                                                              |
| 2-6-2013                                                               | Kiev                                                                   | Ucraina                                                                | 0 – 0                                                                  | Camerun                                                                | Amichevole                                                             | -                                                                      | 76’                                                                    |
| 7-6-2013                                                               | Podgorica                                                              | Montenegro                                                             | 0 – 4                                                                  | Ucraina                                                                | Qual. Mondiali 2014                                                    | 1                                                                      | 69’                                                                    |
| 5-3-2014                                                               | Larnaca                                                                | Ucraina                                                                | 2 – 0                                                                  | Stati Uniti                                                            | Amichevole                                                             | -                                                                      | 46’                                                                    |
| 22-5-2014                                                              | Kiev                                                                   | Ucraina                                                                | 2 – 1                                                                  | Niger                                                                  | Amichevole                                                             | -                                                                      | 46’                                                                    |
| 27-3-2015                                                              | Siviglia                                                               | Spagna                                                                 | 1 – 0                                                                  | Ucraina                                                                | Qual. Euro 2016                                                        | -                                                                      | 76’                                                                    |
| 31-3-2015                                                              | Leopoli                                                                | Ucraina                                                                | 1 – 1                                                                  | Lettonia                                                               | Amichevole                                                             | -                                                                      | 46’                                                                    |
| 9-6-2015                                                               | Linz                                                                   | Georgia                                                                | 1 – 2                                                                  | Ucraina                                                                | Amichevole                                                             | -                                                                      | 46’                                                                    |
| 14-6-2015                                                              | Leopoli                                                                | Ucraina                                                                | 3 – 0                                                                  | Lussemburgo                                                            | Qual. Euro 2016                                                        | 1                                                                      | 46’                                                                    |
| 5-9-2015                                                               | Leopoli                                                                | Ucraina                                                                | 3 – 1                                                                  | Bielorussia                                                            | Qual. Euro 2016                                                        | -                                                                      | 14’, 90+2’                                                             |
| 12-10-2015                                                             | Kiev                                                                   | Ucraina                                                                | 0 – 1                                                                  | Spagna                                                                 | Qual. Euro 2016                                                        | -                                                                      | 58’                                                                    |
| 14-11-2015                                                             | Leopoli                                                                | Ucraina                                                                | 2 – 0                                                                  | Slovenia                                                               | Qual. Euro 2016                                                        | -                                                                      | 80’                                                                    |
| 17-11-2015                                                             | Maribor                                                                | Slovenia                                                               | 1 – 1                                                                  | Ucraina                                                                | Qual. Euro 2016                                                        | -                                                                      | 61’                                                                    |
| 24-3-2016                                                              | Odessa                                                                 | Ucraina                                                                | 1 – 0                                                                  | Cipro                                                                  | Amichevole                                                             | -                                                                      | 46’                                                                    |
| 28-3-2016                                                              | Kiev                                                                   | Ucraina                                                                | 1 – 0                                                                  | Galles                                                                 | Amichevole                                                             | -                                                                      | 22’                                                                    |
| 3-6-2016                                                               | Bergamo                                                                | Albania                                                                | 1 – 3                                                                  | Ucraina                                                                | Amichevole                                                             | -                                                                      | 46’                                                                    |
| 16-6-2016                                                              | Lione                                                                  | Ucraina                                                                | 0 – 2                                                                  | Irlanda del Nord                                                       | Euro 2016 - 1º turno                                                   | -                                                                      | 76’                                                                    |
| 6-10-2017                                                              | Scutari                                                                | Kosovo                                                                 | 0 – 2                                                                  | Ucraina                                                                | Qual. Mondiali 2018                                                    | -                                                                      |                                                                        |
| 9-10-2017                                                              | Kiev                                                                   | Ucraina                                                                | 0 – 2                                                                  | Croazia                                                                | Qual. Mondiali 2018                                                    | -                                                                      | 66’                                                                    |
| 11-11-2021                                                             | Odessa                                                                 | Ucraina                                                                | 1 – 1                                                                  | Bulgaria                                                               | Amichevole                                                             | -                                                                      | 78’                                                                    |
| Totale                                                                 |                                                                        | Presenze                                                               | 31                                                                     |                                                                        | Reti                                                                   | 2                                                                      |                                                                        |

## Palmarès

### Competizioni nazionali
- Campionato ucraino: 3

Dinamo Kiev: 2014-2015, 2015-2016, 2020-2021
- Coppa d'Ucraina: 3

Dinamo Kiev: 2013-2014, 2014-2015, 2020-2021
- Supercoppa d'Ucraina: 5

Dinamo Kiev: 2011, 2016, 2018, 2019, 2020

### Nazionale
- Campionato d'Europa Under-19: 1

2009